# Apnoetauchen

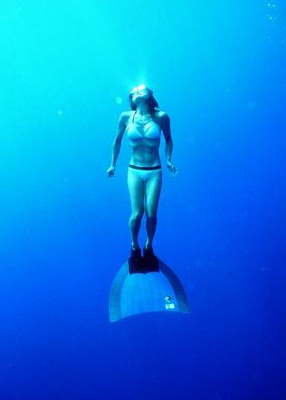
Apnoetaucherin mit Monoflosse

Beim Apnoetauchen [aˈpnoːəˌtaʊ̯χn̩] oder Freitauchen atmet der Taucher vor dem Abtauchen ein und nutzt im Gegensatz zum Gerätetauchen für den Tauchgang nur diesen einen Atemzug. Den Zeitraum des Luftanhaltens bezeichnet man als Apnoe ([aˈpnoːə], aus altgriechisch ἄπνοια ápnoia „Nicht-Atmung“ zu πνοή pnoé „Atmung, Atemzug“).

## Geschichte
Apnoetauchen ist die älteste und ursprünglichste Form des Tauchens. Bereits in der Steinzeit haben Apnoetaucher zum Beispiel Muscheln, Schwämme und Perlen gesammelt. Japanische Ama (Muscheltaucher), koreanische Haenyeo (Seefrauen) und die Bajau des malaiischen Archipels arbeiten noch heute so. Auch die Unterwasserjagd auf Fische mit Speeren – das Speerfischen – wird heute noch betrieben und stellt weltweit die größte Verbreitungsform des Apnoetauchens dar.
Zudem wird Apnoetauchen als Freizeitbeschäftigung und als Tauchsport bis zum Extremsport betrieben. Im Freizeitbereich geht es vor allem um die Erkundung der Unterwasserwelt oder um die allgemeine Konditionierung für das Gerätetauchen. Im Leistungssport hingegen werden durch gezieltes Training immer längere Apnoezeiten bzw. Strecken- und Tiefenleistungen angestrebt. Als wichtiger Wegbereiter für die Weiterentwicklung und Verbreitung des Apnoetauchens ist der Franzose Jacques Mayol zu nennen, dem es 1976 als erstem Menschen gelang, ohne Atemgerät in eine Tiefe von mehr als 100 Meter vorzudringen.

## Physiologische Grundlagen und Gefahren

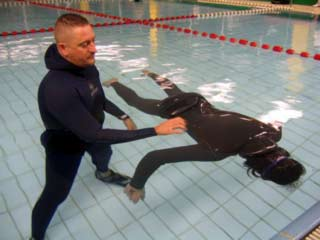
Statische Zeittauchübung in der Halle

Die Atmung ist normalerweise ein unwillkürlicher Vorgang, der aber auch bewusst gesteuert werden kann. Der Atemreiz wird dabei im Wesentlichen durch den steigenden Kohlendioxidgehalt des Blutes ausgelöst. Ohne Übung ist es kaum möglich, den Atemreiz über einen längeren Zeitraum zu unterdrücken. Bei gezieltem Training ist die Tauchdauer dagegen hauptsächlich durch den Sauerstoffgehalt des Blutes begrenzt. Fällt der Sauerstoff-Partialdruck unter eine individuelle Grenze (Hypoxie), wird der Taucher ohnmächtig.

Normaler Apnoetauchgang ohne Hyperventilation. Der Atemreiz tritt vor dem Sauerstoffmangel ein.

Apnoetauchgang mit Hyperventilation. Der Sauerstoffmangel tritt vor dem Atemreiz ein.

Bewusstes, forciertes Atmen oder Hyperventilation vor dem Tauchen führt zunächst zu einer Absenkung des Kohlendioxidgehalts im Blut. Durch den hohen pH-Wert des Blutes kann es, je nach Dauer und Intensität der Voratmung, zu einem verzögerten Atemreiz kommen. Er kann dadurch sogar erst nach dem Unterschreiten des notwendigen Sauerstoffgehalts einsetzen. Besonders der Anfänger ist nicht in der Lage, die Anzeichen der dadurch drohenden Ohnmacht zu erkennen. Sie überfällt den Betroffenen meist plötzlich und ohne Warnung. Werden die Betroffenen nicht innerhalb kurzer Zeit über die Wasseroberfläche gebracht, können Unfälle oder das Ertrinken die Folge sein (Schwimmbad-Blackout). Deshalb kommt der Absicherung der Taucher eine besonders wichtige Rolle zu. Getaucht wird mindestens zu zweit, gesichert wird meist wechselseitig; auf diese Weise sind Unfälle sehr unwahrscheinlich. Die Unfallquote beim Apnoetauchen ist daher – ausgenommen das Tieftauchen mit variablem Gewicht oder Tauchen unter Eis – sehr gering.
Beim Tieftauchen unter Apnoe kommen aufgrund komplexer physikalischer und physiologischer Zusammenhänge weitere Herausforderungen auf einen Freitaucher hinzu. Neben einem ökonomisierten Sauerstoffverbrauch ist vor allem die Fähigkeit zum Druckausgleich wichtig. Da der Taucher in jedem Fall zurück an die Wasseroberfläche muss, hat er bei einem Tieftauchgang kaum Möglichkeiten, einen Versuch frühzeitig zu beenden. Der Taucher trifft deshalb die Entscheidung über die maximale Tiefe bereits vor dem Abtauchen. Im Leistungssport wird die Länge des Orientierungsseils genau auf die anvisierte Tiefe eingestellt. Eine Sicherungsleine (auch: „Lanyard“) verbindet den Taucher mit diesem Führungsseil.
In der Tiefe steigt der Umgebungsdruck je −10 m um etwa +1 bar. Diese Druckzunahme wirkt auf alle luftgefüllten Körperhöhlen. Mit zunehmender Tiefe wirken aber auch Veränderungen der Gaspartialdrücke auf die physiologischen und neurologischen Vorgänge im Körper (Tiefenrausch u. Ä.). Der Druckunterschied macht sich vor allem durch einen heftigen Schmerz im Ohr bemerkbar. Das Trommelfell reagiert sehr schmerzempfindlich und würde ohne Druckausgleich bereits nach wenigen Metern reißen. Andere druckschmerzempfindliche Körperhöhlen sind Stirn- und Kieferhöhlen. Der Taucher muss den Luftdruck in diesen Körperhöhlen deshalb häufig gegen den Außendruck angleichen. Hierzu presst er wiederholt Luft aus der Lunge in die Höhlen. Die Lunge selbst ist jedoch bereits in etwa 25 bis 35 m Tiefe auf das Volumen bei maximaler Ausatmung komprimiert. Durch das Zusammenziehen der Lunge und die Komprimierung des Körpers infolge des steigenden Wasserdrucks sinkt der Auftrieb des menschlichen Körpers immer mehr. Entsprechend muss immer weniger Muskelkraft zum Vortrieb nach unten eingesetzt werden, bis man ab etwa 30 bis 40 Metern Tiefe von alleine sinkt – die Phase des „freien Falls“ beginnt.
Um ohne Verletzungen in diesen Tiefen zu tauchen, muss der Taucher seinen Körper anpassen und komplizierte Ausgleichstechniken erlernen. Durch spezielle Übungen lässt sich unter anderem die Elastizität des Brustkorbs, des Zwerchfells und der Zwischenrippenmuskulatur verbessern. Außerdem entwickelt sich auch die Fähigkeit der Lunge, sich dem zunehmenden Druck durch Anreicherung von Blut und Lymphflüssigkeit im Gewebe anzupassen. Dieser Prozess, der „Bloodshift“ genannt wird, wird von vielen tauchenden Säugetieren wie Robben und Walen genutzt.
Die Anpassungsprozesse vollziehen sich jedoch nicht bei jedem Taucher in gleichem Maße und in gleichem Tempo. Übertriebener Ehrgeiz, aber auch die veränderte Wahrnehmung durch den Tiefenrausch können die körperlichen Warnsignale so stark überlagern, dass der Taucher seine physiologische Grenze überschreitet. Es kann dann zu Mikroverletzungen und Ödemen in Lunge, Rachen, Kiefer- und Stirnhöhlen kommen. Um die Verletzungsrisiken zu minimieren, steigern Apnoisten die Tiefe je Tauchgang in sehr kleinen Schritten.
Bei kontrolliertem Abtauchen ist die Gefahr eines Barotraumas beim Freitauchen ebenfalls gering. Um den Druckausgleich in Nasennebenhöhlen und Mittelohr sicherzustellen, sollte jedoch bei Schnupfen und Entzündungen auf das Tauchen verzichtet werden.
Dekompressionsprobleme sind beim Freitauchen im Breitensportbereich bis etwa 30 m unwahrscheinlich, da die Verweildauer und Tauchtiefe nicht für eine Aufsättigung des Gewebes ausreicht. Beim Tieftauchen mit konstantem Gewicht sind Dekompressionsunfälle bisher nicht bekannt, aber theoretisch möglich. Es wird vermutet, dass es bei Perlentauchern, die viele tiefe Tauchgänge innerhalb kurzer Zeit unternehmen, zu Dekompressionsproblemen gekommen ist.
Im Bereich des No-Limit-Tauchens werden Dekompressionserkrankungen als Gefahr angesehen. Bei Kombinationen von Geräte- und Freitauchen (z. B. Freitauchgänge in der Pause zwischen Gerätetauchgängen) wurde schon mehrfach von Dekompressionsunfällen berichtet.

## Trainingsmethodik

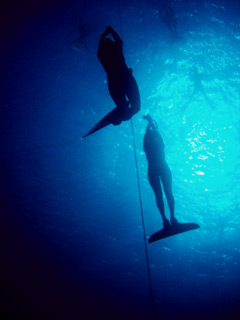
Freitaucher beim Tieftauchen mit Monoflosse

Der Anfänger erlernt im Training zuerst die bewusste Atmung und den entspannten Umgang mit seinem Atemreiz. Zudem erfolgt eine allgemeine Konditionierung durch Schwimmen, Laufen u. Ä. sowie ein spezielles Techniktraining für das Schwimmen unter Wasser. Im fortgeschrittenen Training erlernt er unter der Beobachtung seines Trainingspartners die Anzeichen eines beginnenden Sauerstoffmangels, um damit seine eigenen Grenzen zu erkennen. Dieses Herantasten hat gleichzeitig einen großen Anpassungseffekt. Der Taucher stellt sich physiologisch und mental auf diese außergewöhnliche Belastung ein. Er kann sich entspannen, der Tauchreflex verstärkt sich und die Herzfrequenz sinkt. Durch regelmäßiges und bewusstes Trainieren kann dadurch der Sauerstoffverbrauch entscheidend gesenkt und die Apnoeleistung wesentlich gesteigert werden.
Erfahrene Apnoisten können sich kontrolliert sehr nah an die Leistungsgrenze bringen und diese sogar gezielt überschreiten. Grenzüberschreitungen werden jedoch gewollt vermieden, da sie leistungsreduzierend wirken. Ohnmachten sind daher sehr selten. Veränderte Bedingungen wie Wettkämpfe stellen jedoch erhöhte Anforderungen an die Leistungsapnoisten. Um Grenzüberschreitungen dennoch zu verhindern, wird bei sichtbarem, selbstgefährdendem Kontrollverlust oder gar Ohnmacht im Wettkampf sofort Hilfe geleistet und der Athlet gesichert. Der Teilnehmer wird disqualifiziert und seine Leistung nicht gewertet.
Leistungsapnoisten setzen vor allem für die Verbesserung ihrer dynamischen- und Tieftauchleistungen modifizierte Trainingsmethoden aus dem Leistungssport wie Hypertrophie-, Intervall- und Laktattoleranztraining ein. Die wenigen bislang durchgeführten Messungen von Vitalparametern geübter Apnoetaucher liegen weit außerhalb der Normgrenzen für gesunde Nichttaucher. So wurden sehr niedrige Ruhepulswerte, Hämoglobinwerte von über 16 g/dl, Laktatwerte von über 28 mg/dl und Lungenvolumina von über 10 Litern (Vitalkapazität) ermittelt.

## Ausrüstung
Die Ausrüstung eines Freitauchers reicht von einer Badehose bis zur komplizierten Schlittenkonstruktion aus Edelstahl. Der Anfänger kann eine einfache ABC-Tauchausrüstung und einen normalen Tauchanzug verwenden. Für Fortgeschrittene gibt es speziell an die Anforderungen angepasste Ausrüstungsgegenstände:
Der Tauchanzug ist dann aus besonders elastischem Neopren mit guter Passform. Meist wird hier ein Anzug aus sogenanntem „offenzelligem Neopren“ verwendet, da dieses sich durch eine bessere Wärmeisolation auszeichnet. Die Taucherflossen haben besonders lange Blätter, im Wettkampf werden oft spezielle Monoflossen verwendet. Die Tauchmaske für das Tieftauchen besitzt ein besonders kleines Innenvolumen, in Halle oder Pool werden jedoch normale Schwimm- oder Chlorbrillen und meist eine Nasenklammer benutzt.
Weitere Freitauchutensilien sind der elastische Bleigürtel, ein Halsblei um beim Streckentauchen eine neutrale Tarierung zu erreichen, das meist auf eine zylindrische Boje gewickelte Führungsseil, sowie eine Stoppuhr und ein Tiefenmesser. Meist wird heute ein spezieller Tauchcomputer verwendet, der verschiedene Funktionen in einem Gerät vereint. Weiterhin wird teilweise ein Schneidgerät mitgeführt, z. B. ein Tauchermesser, ein Linecutter oder eine Taucherschere, um sich im Notfall befreien zu können, z. B. aus einer Angelschnur.

## Leistungssport

### Grundsätzliches
Apnoetauchen wird auch als Leistungssport bzw. Wettkampfsport ausgeübt. Für diese Wettkämpfe und Rekordversuche fühlen sich die Verbände der CMAS – Confédération mondiale des activés subaquatiques und AIDA – Association Internationale pour le Développement de l’Apnée zuständig. Deren umfangreiche Regelwerke schreiben verbindliche Sicherheitsstandards sowie die Bedingungen für die Anerkennung der Leistungen und Rekorde vor.
Die wichtigste Regel ist, dass der Athlet seine Performance bei vollem Bewusstsein und ohne Hilfeleistung realisieren muss. Verliert er das Bewusstsein oder benötigt er zu seiner Sicherheit fremde Hilfe, wird er disqualifiziert und seine Leistung nicht bewertet. Die Performance endet, nachdem die Atemöffnungen das Wasser verlassen haben und ein in den Regeln genau festgeschriebenes Protokoll erfüllt wurde.

### Wettkampf- bzw. Rekorddisziplinen
Beim Apnoeleistungssport unterscheidet man zwischen Pool- und Tieftauchdisziplinen. Eine Ausnahme stellt das Zeittauchen dar, das laut AIDA und CMAS sowohl im Pool als auch im offenen Wasser durchgeführt werden kann.

#### Pooldisziplinen
Bei allen Disziplinen ist das Abspringen vom Beckenrand nicht gestattet.

##### Zeittauchen (Static/STA)
Gewertet wird hierbei die Zeit der Apnoe. Der Taucher bereitet sich vor, atmet ein und taucht unter. Während der Apnoe liegt er dann (meist völlig regungslos und mit einem wärmenden Neoprenanzug bekleidet) mit dem Gesicht nach unten im Wasser.

##### Streckentauchen mit Flossen (Dynamic with fins/DYN)

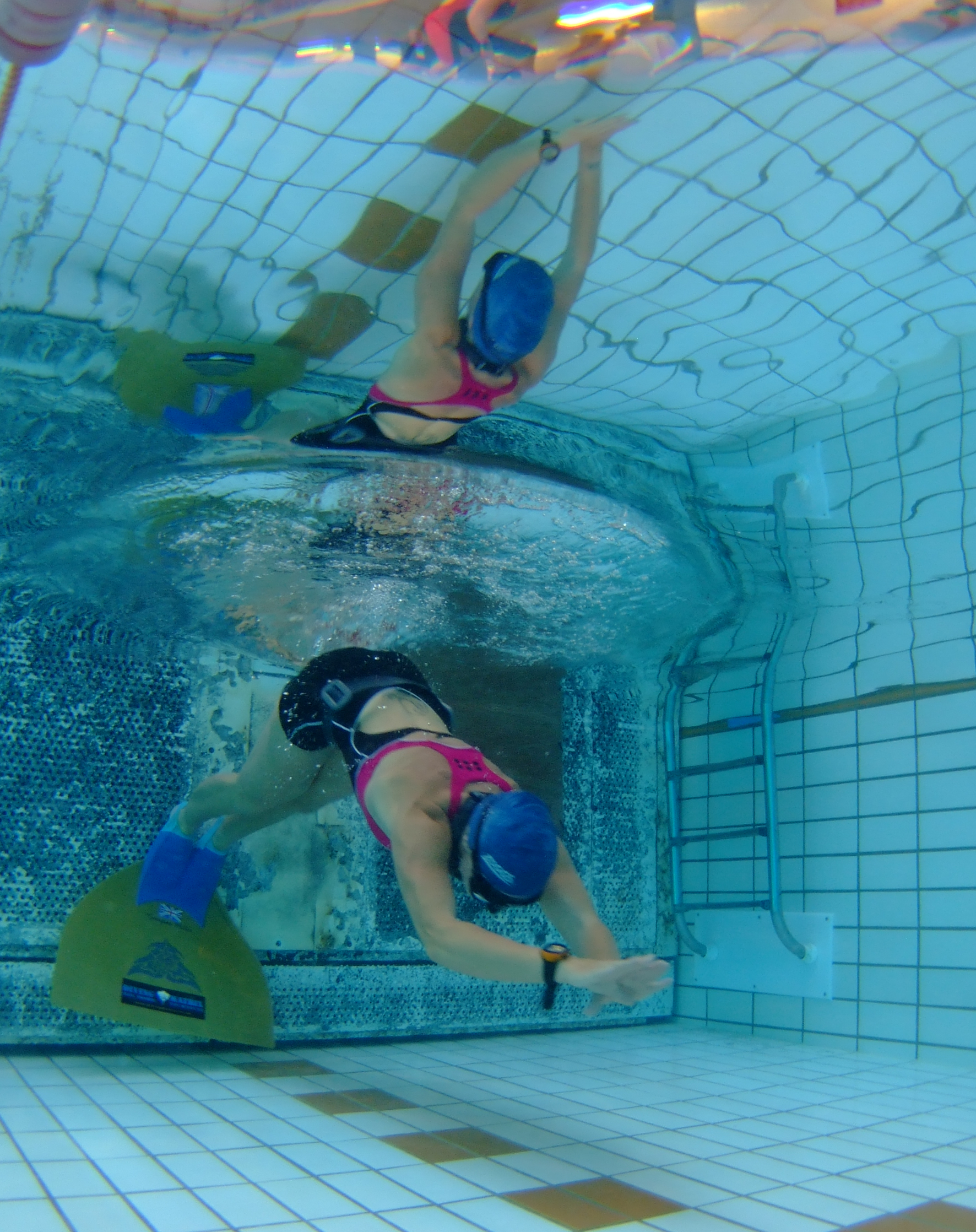
Streckentauchen im Hallenbad

Bei dieser Disziplin wird die mit einem Atemzug zurückgelegte Tauchstrecke mit Flossen bzw. einer Monoflosse gewertet. Der Taucher befindet sich bereits vor dem Start im Wasser.

##### Streckentauchen ohne Flossen (Dynamic without fins/DNF)
Bei dieser Disziplin wird die mit einem Atemzug zurückgelegte Strecke ohne Flossen gewertet. Der Taucher befindet sich bereits vor dem Start im Wasser.

##### Streckentauchen nach Zeit (Speed-Endurance Apnoea)
Bei dieser CMAS-Disziplin geht es darum, eine Schwimmbahn (mindestens 25 m) eine bestimmte Anzahl hintereinander so schnell wie möglich zu durchtauchen. Übliche Gesamtdistanzen sind 100 und 400 Meter. Die Zeit beginnt mit dem Abtauchen und wird erst nach der letzten Schwimmbahn gestoppt. Durch schnelles Fortbewegen auf der Bahn und durch möglichst kurze Atempausen wird die Gesamtzeit beeinflusst. Der Taucher befindet sich bereits vor dem Start im Wasser.

#### Tieftauchdisziplinen mit konstantem Gewicht
Mit nur einem Atemzug versucht der Taucher dabei so tief wie möglich zu tauchen und wieder zurück an die Oberfläche zu kommen. Der Taucher darf zur Überwindung seines eigenen Auftriebs Gewichte (Blei) tragen, muss aber alles Gewicht, das er zum Abstieg verwendet, auch aus eigener Kraft wieder zur Oberfläche (deshalb „Constant“) bringen. Gewertet wird die Tiefe in Meter.

##### Tieftauchen mit konstantem Gewicht ohne Flossen (Constant weight without fins/CNF)
Der Taucher darf für den Tauchgang keine Flossen verwenden. Es ist ihm gestattet, ein Seil zur Orientierung zu benutzen. Er darf es aber während des Tauchgangs nur vor dem Abtauchen, einmal bei der Wende und danach erst wieder nach dem Auftauchen berühren. Sich daran hinab- oder heraufzuziehen ist verboten. Für die meisten aktiven Apnoetaucher ist das die Königsdisziplin.

##### Tieftauchen mit konstantem Gewicht mit Flossen (Constant weight/CWT)
Der Taucher schwimmt mit Hilfe von Flossen in die Tiefe und wieder hinauf an die Oberfläche. Er darf ein Seil zur Orientierung benutzen, es aber während des Tauchgangs nur vor dem Abtauchen, einmal bei der Wende und danach erst wieder nach dem Auftauchen berühren. Sich daran hinab- oder heraufzuziehen ist verboten.

##### Free Immersion/Immersion Libre (FIM)
Der Taucher darf keine Flossen oder ähnliche Hilfsmittel verwenden. Zur Fortbewegung zieht er sich an einem Seil in die Tiefe und wieder hinauf.

#### Tieftauchdisziplinen mit variablem Gewicht
Hier versucht der Taucher mit einem Atemzug so tief wie möglich zu tauchen und dann zurück an die Oberfläche zu kommen. Der Taucher lässt sich durch ein Gewicht bzw. einen Abtriebskörper (meist eine an einem Seil geführte Schlittenkonstruktion) in die Tiefe ziehen und lässt es dort zurück.
Diese Disziplinen sind wegen der unkalkulierbaren Risiken keine Wettkampfdisziplinen. Die Ratifizierung durch den Verband der Freitaucher (AIDA) befindet sich in einer kontroversen Diskussion.

##### Tieftauchen mit variablem Gewicht (Variable weight/VWT)
Dabei ist das Gesamtgewicht des Abtriebskörpers auf 30 kg limitiert. Der Aufstieg wird aus eigener Kraft realisiert. Die Verwendung von Auftriebskörpern o. ä. ist nicht erlaubt. Die Taucher ziehen sich meist am Führungsseil wieder hinauf und verwenden zur weiteren Unterstützung Flossen.

##### No Limit (NLT)
Bei dieser Disziplin gibt es keine technischen Beschränkungen. Eine sehr schwere Schlittenkonstruktion (Tauchschlitten) zieht den Taucher (meist aufrecht stehend) mit hoher Geschwindigkeit in die Tiefe. Der Taucher kann seine Abstiegsgeschwindigkeit meist mittels einer mechanischen Bremse regulieren. Eine mechanische Vorrichtung (z. B. ein mit Druckluft gefüllter Hebesack oder eine Seilwinde) bringt ihn mit maximaler Geschwindigkeit zurück an die Oberfläche. Die athletische Herausforderung gegenüber allen anderen Apnoedisziplinen ist relativ gering. Der Schwerpunkt liegt vor allem in der Entwicklung und Herstellung der Ausrüstung, in der Logistik der Tauchversuche und im Handling des Druckausgleichs. Durch den Einsatz von hochwertiger Technik lassen sich extreme Tiefen jenseits von 150 m erreichen. Doch immer wieder versagt die Technik. Zudem lassen sich die Auswirkungen der hohen Gaspartialdrücke auf den menschlichen Körper wissenschaftlich nicht vorhersagen. Die Tauchversuche sind somit die einzige Möglichkeit, die gesundheitlichen Folgen zu erforschen. Die vergangenen Jahre zeichnen eine verheerende Unfallbilanz. Sehr viele No-Limit-Versuche endeten mit Unfällen oder gar mit dem Tod der Athleten (Stand 2007). Die Zugehörigkeit von NLT zum Apnoesport wird kontrovers diskutiert. AIDA ratifiziert seit 2019 keine Rekorde mehr in dieser Disziplin.
Außerdem gibt es mit Tandem No Limits auch eine Partnerdisziplin, in der Andrea Zuccari und Stavros Kastrinakis mit 126 m Tiefe den (inoffiziellen) Weltrekord halten (Stand 2013).

### Offizielle Weltrekorde (nach AIDA)
AIDA International ist der größte anerkannte Verband für das Wettkampf-Freitauchen. Diese Organisation ratifiziert unter anderem die weltweit anerkannten Rekorde: Die Organisation CMAS hat teilweise eigene Disziplinen und Regularien.
| Bereich               | Disziplin          | Disziplin                                               | Disziplin | Damen ♀                                                                       | Herren ♂                                                                       |
| --------------------- | ------------------ | ------------------------------------------------------- | --------- | ----------------------------------------------------------------------------- | ------------------------------------------------------------------------------ |
| P o l                 | Zeittauchen        | Zeittauchen                                             | STA       | 9:07 min Heike Schwerdtner (21. Juni 2024) Regensburg Deutschland             | 11:35 min Stéphane Mifsud (8. Juni 2009) Hyères Frankreich                     |
| P o l                 | Streckentauchen    | ohne Flossen                                            | DNF       | 213 m Julia Kozerska (13. Juni 2023) Jeju Südkorea                            | 250 m Mateusz Malina (1. Mai 2022) Dębica Polen                                |
| P o l                 | Streckentauchen    | mit Flossen (Mono oder Normal)                          | DYN       | 277 m Magdalena Solich-Talanda (10. April 2022) Zlín Tschechien               | 301 m Guillaume Bourdila (24. Juni 2022) Burgas Bulgarien                      |
| P o l                 | Streckentauchen    | mit Flossen (nur Normal)                                | DYNB      | 243 m Magdalena Solich-Talanda (2. Mai 2022) Dębica Polen                     | 290 m Mateusz Malina (27. März 2022) Lodz Polen                                |
| T i e f t a u c h e n | konstantes Gewicht | ohne Flossen (ohne am Seil zu ziehen)                   | CNF       | 73 m Alessia Zecchini (22. Juli 2018) Dean’s Blue Hole, Long Island Bahamas   | 102 m William Trubridge (20. Juli 2016) Dean’s Blue Hole, Long Island Bahamas  |
| T i e f t a u c h e n | konstantes Gewicht | mit Flossen (Mono oder Normal) (ohne am Seil zu ziehen) | CWT       | 123 m Alessia Zecchini (24. Mai 2023) San Francisco (Cebu) Philippinen        | 130 m Alexei Moltschanow (18. Juli 2018) Dean’s Blue Hole, Long Island Bahamas |
| T i e f t a u c h e n | konstantes Gewicht | mit Flossen (nur Normal) (ohne am Seil zu ziehen)       | CWTB      | 109 m Alessia Zecchini (29. März 2023) Moalboal Philippinen                   | 121 m Alexei Moltschanow (26. Mai 2023) San Francisco (Cebu) Philippinen       |
| T i e f t a u c h e n | konstantes Gewicht | Free Immersion (ohne Flossen, an einem Seil ziehend)    | FIM       | 98 m Alessia Zecchini (16. Oktober 2019) Curaçao                              | 128 m Petar Klovar (17. Mai 2023) Lapu-Lapu City Philippinen                   |
| T i e f t a u c h e n | variables Gewicht  | ohne Hebeballon/ Hebevorrichtung                        | VWT       | 130 m Nanja van der Broek (18. Oktober 2015) Scharm El-Scheich Ägypten        | 156 m Alexei Moltschanow (29. März 2023) Kralendijk Niederlande                |
| T i e f t a u c h e n | variables Gewicht  | No Limit (mit Hebeballon/ Hebevorrichtung)              | NLT       | 160 m Tanya Streeter (17. August 2002) Providenciales Turks- und Caicosinseln | 214 m Herbert Nitsch (14. Juni 2007) Spetses Griechenland                      |

(Stand: 16. Dezember 2023)

### Manipulationen und Doping
Derzeit werden unter den Athleten einige Leistungen äußerst kontrovers auf mögliche Manipulationen und den Verdacht auf Doping diskutiert. Das aktuelle Reglement ist nicht geeignet, unsportliches Verhalten dieser Art auszuschließen.